# Mang thai ở tuổi vị thành niên
Mang thai ở tuổi vị thành niên là việc mang thai ở trẻ em gái vị thành niên dưới 20 tuổi. Mang thai có thể xảy ra khi quan hệ tình dục sau khi bắt đầu rụng trứng, có thể là trước kỳ kinh nguyệt đầu tiên (kinh nguyệt) nhưng thường xảy ra sau sự khởi đầu của kỳ kinh nguyệt. Ở những phụ nữ được nuôi dưỡng tốt, kỳ kinh nguyệt đầu tiên thường diễn ra vào khoảng 12 hoặc 13 tuổi.
Thanh thiếu niên mang thai phải đối mặt với nhiều vấn đề liên quan đến mang thai giống như những phụ nữ khác. Có những lo ngại thêm cho những em gái dưới 15 tuổi vì các em ít có khả năng phát triển thể chất để duy trì thai kỳ khỏe mạnh hoặc sinh con. Đối với các cô gái ở độ tuổi 15-19, rủi ro liên quan nhiều đến các yếu tố kinh tế xã hội hơn là ảnh hưởng sinh học của tuổi tác. Rủi ro về cân nặng khi sinh thấp, chuyển dạ sớm, thiếu máu và tiền sản giật có liên quan đến tuổi sinh học, được quan sát thấy ở trẻ vị thành niên ngay cả sau khi kiểm soát các yếu tố nguy cơ khác (như tiếp cận chăm sóc trước khi sinh, v.v.).
Mang thai ở tuổi vị thành niên có liên quan đến các vấn đề xã hội, bao gồm trình độ học vấn thấp hơn và nghèo đói. Mang thai ở tuổi vị thành niên ở các nước phát triển thường nằm ngoài hôn nhân và mang theo sự kỳ thị xã hội. Mang thai ở tuổi vị thành niên ở các nước đang phát triển thường xảy ra trong hôn nhân và một nửa được lên kế hoạch. Tuy nhiên, trong các xã hội này, mang thai sớm có thể kết hợp với suy dinh dưỡng và chăm sóc sức khỏe kém để gây ra các vấn đề y tế. Khi được sử dụng kết hợp, các can thiệp giáo dục và tiếp cận với kiểm soát sinh đẻ có thể làm giảm mang thai ở tuổi vị thành niên ngoài ý muốn.
Trong năm 2015, khoảng 47 trên 1.000 nữ giới có con ở độ tuổi dưới 20. Tỷ lệ này cao hơn ở Châu Phi và thấp hơn ở Châu Á. Ở các nước đang phát triển, khoảng 2,5 triệu nữ giới dưới 16 tuổi và 16 triệu nữ giới từ 15 đến 19 tuổi có con mỗi năm. 3,9 triệu người khác đã phá thai. Nó phổ biến ở nông thôn hơn thành thị. Trên toàn thế giới, các biến chứng liên quan đến mang thai là nguyên nhân gây tử vong phổ biến nhất ở phụ nữ từ 15 đến 19 tuổi.